# Međimurska županija
Međimurska županija, u upravnom, a u zemljopisnom smislu Međimurje, područje je na krajnjem sjeveru Hrvatske omeđeno rijekama Murom i Dravom. Zapadni dio dotiče obronke Alpa, dok su središnji i istočni dio ravnica (Panonske nizine). Pokrajina graniči s državama Mađarskom i Slovenijom, a vrlo blizu je i treća zemlja, Austrija.
Međimurje je počašćeno nadimkom »Hortus Croatiae« (Vrt Hrvatske ili Cvjetnjak Hrvatske). Neslužbeni grb međimurskog kraja su ptica grlica i cvijet ljubičica (u dijalektu znan kao fijolica). Po površini je najmanja županija u Hrvatskoj.

## Administrativna podjela i stanovništvo
Županija je podijeljena na 3 grada i 22 općine. 

- Gradovi:

| Grad            | Grb | Površina  | Naselja |
| --------------- | --- | --------- | --- |
| Čakovec         |     | 72,58 km² | Čakovec • Ivanovec • Krištanovec • Kuršanec • Mačkovec • Mihovljan • Novo Selo na Dravi • Novo Selo Rok • Savska Ves • Slemenice • Šandorovec • Štefanec • Totovec • Žiškovec |
| Mursko Središće |     | 33,89 km² | Hlapičina • Križovec • Mursko Središće • Peklenica • Štrukovec |
| Prelog          |     | 63,66 km² | Cirkovljan • Čehovec • Čukovec • Draškovec • Hemuševec • Oporovec • Otok • Prelog                                                                                             |

- Općine:

| Općina               | Grb | Površina  | Naselja |
| -------------------- | --- | --------- | --- |
| Belica               |     | 27,75 km² | Belica • Gardinovec |
| Dekanovec            |     | 6,02 km²  | Dekanovec |
| Domašinec            |     | 35,33 km² | Domašinec • Turčišće |
| Donja Dubrava        |     | 19,16 km² | Donja Dubrava |
| Donji Kraljevec      |     | 36,35 km² | Donji Hrašćan • Donji Kraljevec • Donji Pustakovec • Hodošan • Palinovec • Sveti Juraj u Trnju                                                                                          |
| Donji Vidovec        |     | 13,64 km² | Donji Vidovec |
| Goričan              |     | 21,56 km² | Goričan |
| Gornji Mihaljevec    |     | 32,15 km² | Badličan • Bogdanovec • Dragoslavec Breg • Dragoslavec Selo • Gornja Dubrava • Gornji Mihaljevec • Martinuševec • Preseka • Prhovec • Tupkovec • Vugrišinec • Vukanovec                 |
| Kotoriba             |     | 26,58 km² | Kotoriba |
| Mala Subotica        |     | 34,36 km² | Držimurec • Mala Subotica • Palovec • Piškorovec • Strelec • Sveti Križ |
| Nedelišće            |     | 58,32 km² | Črečan • Dunjkovec • Gornji Hrašćan • Gornji Kuršanec • Macinec • Nedelišće • Parag • Pretetinec • Pušćine • Slakovec • Trnovec                                                         |
| Orehovica            |     | 28,33 km² | Orehovica • Podbrest • Vularija |
| Podturen             |     | 31,23 km² | Celine • Ferketinec • Miklavec • Novakovec • Podturen • Sivica |
| Pribislavec          |     | 11,26 km² | Pribislavec |
| Selnica              |     | 25,01 km² | Bukovec • Donji Koncovčak • Donji Zebanec • Gornji Zebanec • Merhatovec • Plešivica • Praporčan • Selnica • Zaveščak • Zebanec Selo                                                     |
| Strahoninec          |     | 8,35 km²  | Strahoninec |
| Sveta Marija         |     | 23,40 km² | Donji Mihaljevec • Sveta Marija |
| Sveti Juraj na Bregu |     | 30,17 km² | Brezje • Dragoslavec • Frkanovec • Lopatinec • Mali Mihaljevec • Okrugli Vrh • Pleškovec • Vučetinec • Zasadbreg                                                                        |
| Sveti Martin na Muri |     | 25,25 km² | Brezovec • Čestijanec • Gornji Koncovčak • Gradiščak • Grkaveščak • Jurovčak • Jurovec • Kapelščak • Lapšina • Marof • Sveti Martin na Muri • Toplice Sveti Martin • Vrhovljan • Žabnik |
| Šenkovec             |     | 9,18 km²  | Knezovec • Šenkovec |
| Štrigova             |     | 39,31 km² | Banfi • Grabrovnik • Jalšovec • Leskovec • Prekopa • Robadje • Stanetinec • Sveti Urban • Štrigova • Železna Gora                                                                       |
| Vratišinec           |     | 16,62 km² | Gornji Kraljevec • Vratišinec |

### Stanovništvo
Međimurje je najgušće naseljeni dio Hrvatske. Na području veličine 729,5 km² (72,956 ha), često intimno zvanom Međimurje malo (Međimorje), 2021. je živjelo 105.250 ljudi što rezultira gustoćom stanovništva od 144,38 osobe/km². Gradovi su Čakovec, koji je središte za promet, obrazovanje, privredu, sudstvo, administrativne aktivnosti, te Prelog i Mursko Središće.
| broj stanovnika | 55412 | 61397 | 66638 | 73728 | 79808 | 88623 | 92760 | 99346 | 110686 | 112551 | 112073 | 115660 | 116825 | 119866 | 118426 | 113804 | 105250 |
|                 | 1857. | 1869. | 1880. | 1890. | 1900. | 1910. | 1921. | 1931. | 1948.  | 1953.  | 1961.  | 1971.  | 1981.  | 1991.  | 2001.  | 2011.  | 2021.  |

Lokalna je demografija doživjela brzu promjenu u razdoblju između 1950. i 1975. godine kada je numerički dramatično pala veličina obitelji. Populacijski prirast je minimalan u nacionalnom okviru, stanovništvo ima tendenciju postepenog kretanja prema području Istre i gradu Zagrebu. Sezonska radna snaga se kreće u različitim smjerovima kao sto su Zagreb, Rijeka te ostala obalna područja Hrvatske. Svako veće središte ima osnovnu školu dok u Čakovcu i Prelogu postoji gimnazija te nekoliko drugih srednjih škola, kao i Visoka učiteljska škola u Čakovcu (bivša Pedagoška akademija) za potrebe izobrazbe nastavničkog kadra. U novije vrijeme osnovano je i Međimursko veleučilište zbog rastuće potrebe za kadrom na područjima računarstva, menadžmenta i održivog razvoja.
Međimurje je stoljećima bilo pod velikim utjecajem (čak i sastavnim dijelom) Mađarske, čija je kultura ostavila ogroman utjecaj u jeziku, glazbi i običajima. Na nekoliko se mjesta može probati lokalna kuhinja, čuti lokalna pjesma i ples. Brojni su športski klubovi, (njih više od 200), kao i klubovi na području planinarstva, lova, ribolova.

## Zemljopis
Područje Međimurja većim dijelom je aluvijalna ravnica između rijeka Mure i Drave (Dolnje Međimurje), a manjim dijelom briježni kraj (Gornje Međimurje). Obje velike rijeke povremeno poplavljuju i ponekad mijenjaju tok. Zbog geoloških karakteristika i brojnih klizišta, Mura, koja izvire u Austriji, pomiče svoje riječno korito prema sjeveru. Izvor Drave je u Italiji. Osim podjele od drugih zemalja, rijeka razdvaja Međimurje od druge administrativne oblasti, (Varaždinske županije) na jugu. Bogatstvo voda u županiji upotpunjuje lokalna rijeka Trnava, koja teče sredinom Međimurja, te brojni potoci, koji su pritoci triju navedenih rijeka. Najviša je točka Mohokos s 344,4 m nadmorske visine, dok je ostatak područja nešto iznad 120 – 150m iznad razine mora. Kraj je s vremena na vrijeme pogođen potresima. Potres značajne snage pogodio je ovo područje 1880., dok je onaj 1736. bio katastrofalan, uništivši Čakovec a još teže susjedni Šenkovec.
Od obradivih površina, 35 000 ha se koristi za potrebe poljoprivrede. Korištene parcele su nažalost vrlo usitnjene (više od 21 000), bez velike mogućnosti ekonomske iskoristivosti. 2759 ha su voćnjaci, 1100 ha vinogradi, (u brdovitom zapadu u okolici mjesta Štrigova, Lopatinec, Zasadbreg). Pašnjaci zauzimaju oko 10.500 ha kao i područje šuma od kojih je najveća Murščak između mjesta Domašinec i Donji Hrašćan. 
Istočna je granica regije kod Legrada, uz ušće Mure u Drave i gdje se ulazi u administrativnu jedinicu (Koprivničko-križevačku županiju). Veći gradovi u okolici su Varaždin, Koprivnica, Bjelovar, Nagykanisza, Murska Sobota, Maribor i Graz. 
- Klima je kontinentalna s vrućim ljetima često popraćena olujama, te u pravilu veoma oštrim zimama.

## Povijest
Prve ljudske naseobine u ovom području mogu se pronaći u periodu mlađeg kamenog doba, prije otprilike 7000 godina. Nije lako identificirati etničku strukturu ljudi iz tih perioda tako da o nalazištu iz neolitika (Ferenčica) pokraj Preloga, postoji samo legenda koja spominje loše, nasilne ljude. U periodu željeznog doba, plemena se mogu identificirati kao Kelti i Panoni kasnije porobljeni od legija Rimljana. 
S prvim stoljećem nove ere Međimurje je spomenuto u spisima zemljopisca Strabona kao Insula intra Dravam et Muram, (otok između Drave i Mure). Kao takvo je i dio Ljudevitove i Braslavove kneževine Panonske Hrvatske.  
1094. je godina utemeljenja biskupije u Zagrebu. Od tog doba regija je imala prisne veze s novoosnovanim moćnim gradom a veze s njim su ostale do danas unatoč mnogobrojnim vanjskim i pokušajima da se one unište. Tokom trinaestog stoljeća stvorene su lokalne jezgre nekih naselja koja poznajemo danas. Još u 1254. godini, ubrzo po invaziji Mongola 1242. godine, stvorena je jezgra Preloga.
Grad Čakovec je dobio ime po Dimitriju Čaku koji je početku trinaestog stoljeća podigao obrambene zidine, koje su žitelji u 1328. godini prirodno imenovali – Čakijeva utvrda. Dekretom ispostavljenim od kralja Roberta 1333. godine, utvrđena je jezgra obznanjena kao središte važnije od ostalih mjesta. Grad je kasnije dobio na dar hrvatski ban Stjepan I. Lacković, član utjecajne obitelji Lacković. Brz razvoj grada počinje sredinom šesnaestog stoljeća rodom Zrinskih dok je posebna bila godina 1579., kada je utvrda, napučena obrtnicima i trgovcima, dobila pravo trgovati, čime je pravno obznanjena gradska struktura te je Čakijeva utvrda postala – grad.
Međimurje je bilo pod vlašću različitih sila, zona s velikim vojnim značajem između Beča i Carigrada. Najznačajnije je doba pod vlašću knezova Zrinskih u 16. i 17. stoljeću, hrvatskih vojskovođa i intelektualaca koji su kraju doprinijeli materijalno i duhovno. Nikola Zrinski, (1620. – 1664.), naročito uspješan u borbi protiv Otomanskog Carstva, biva proglašen generalom Hrvatske. Bile su slavni njegovi konjanici insulaneri. Kasnije, Petar Zrinski, u sukobu s politikom Austrije biva zatvoren, osuđen za veleizdaju i ubijen u Bečkom Novom Mjestu 1671. godine. Katarina Zrinski također biva zatvorena i umire 1673.
Osim vojno-strateškog položaja, područje je bilo na raskrižju putova, mjesto trgovine, izmjene roba, razvoja obrta, ideja. Golemu je štetu pričinio gradu zemljotres u 1738. Obitelj Althan koja je u to doba posjedovala grad je umnogome radila na njegovoj obnovi, no 1741. požar dodatno ranjava grad. Od tog doba dvorac počinje gubiti na važnosti, dok grad s ljudima i civilnim aktivnostima počinje bivati značajniji. Godine 1849., ban Josip Jelačić je oslobodio kraj od Mađara koji su tu vladali od 1720. Godine 1860. kraj dobiva prvu željezničku prugu, 1889. i drugu, a u 1893. uvedena je gradska električna rasvjeta.
Poslije Prvoga svjetskog rata Međimurje je ostalo izvan granica Hrvatske, prepušteno Mađarskoj, što je izazivalo nezadovoljstvo Hrvata u Međimurju. Osnovali su Narodno vijeće za Međimurje, čiji je predsjednik bio dr. Ivan Novak. Godine 1918. izbija ustanak protiv mađarske vlasti, pljačkaju se ratni bogataši, državni uredi, trgovci i plemstvo. Mađarsko oružništvo uz pomoć vojske i mornara koji su se vraćali u Ugarsku brzo guši pobunu te počinje sa strijeljanjem kako pljačkaša tako i nedužnih ljudi, hrvatskih domoljuba. Pošto srpska vojska nije htjela prijeći Dravu, koja je bila službena linija razdvajanja, Narodno vijeće SHS u Zagrebu u dvama je navratima organiziralo protjeru Mađara iz Međimurja. Drugi pod vodstvom Slavka Kvaternika bio je uspješan. Međimurje su oslobodili prosinca 1918. godine.
Dana 9. siječnja 1919. održana je u Čakovcu u nazočnosti 10.000 žitelja Međimurja – Velika narodna skupština – kada je na Franjevačkomu trgu, nakon Svete mise, usvojena Rezolucija o odcjepljenju Međimurja od Mađarske. Nakon oslobađanja, održane narodne skupštine i donesene rezolucije, izražena želja za pripajanjem tadašnjoj Kraljevini Srba, Hrvata i Slovenaca. Najveću zaslugu za odcjepljenje, imao je dr. Ivan Novak, koji se zauzimao za uvođenje hrvatskoga jezika u škole i javni život, a među ostalim pokrenuo je i Međimurske novine.

## Gospodarstvo
Većina je industrijskih postrojenja nekada bila bazirana na tekstilu i tvrtkama kao što su Međimurska trikotaža, osnovana od strane židovske obitelji Graner, i Modeks iz Murskog Središća. Neke tekstilne tvrtke opstale su do danas, kao na primjer Čateks iz Čakovca i MTČ Tvornica trikotaže iz Štrigove.
Međimurska je županija danas privredno oslonjena na mnoštvo industrijskih djelatnosti. Obuća se proizvodi u pogonima tvrtke Jelen, a donedavno i u goričanskom poduzeću Meiso. Metalopreradivačka industrija je prisutna u pogonima kompanija Ferro-Preis, Promming, TMT, Tehnix, Komet i Ferokotao, dok je građevinarstvo zastupljeno u tvrtkama Tegra, Međimurje–graditeljstvo, Megrad 3B i drugima. Kemijska je industrija u Muraplastu, a grafička u Printexu. Nekadašnja najjača tiskarska i izdavačka kuća “Zrinski”, koja je nastavila tradiciju tiskarstva utemeljenu još u 16-om stoljeću prestala je poslovati.
Kotoriba je poznata po nekadašnjoj tvrtki koja se bavila košaraštvom (košare, pleteni namještaj i dr.) pod imenom Maltar i Drugovi. Kompanija, kasnije preimenovana u Međimurjeplet je imala značajan utjecaj u lokalnoj ekonomiji tokom dvadesetog stoljeća i danas. Promet, komunikacija i trgovina su aktivnosti čija će važnost u Međimurju sve više u budućnosti rasti, kao i turizam i ugostiteljstvo.
Poljoprivreda i prehrambena industrija su uvijek bile od značaja tako da su danas tu Agromeđimurje, Čakovečki mlinovi, s proizvodnjom i obradom žitarica, te Vajda u području stočarstva i mesne industrije. I danas gotovo 6500 ljudi ili 5,2 % službeno radi. Ratarstvo i stočarstvo) su dodatni izvor prihoda za više ljudi tako da direktni i indirektno je gotovo 12,7 % stanovništva, vezano za zemlju. Ta statistika stavlja regiju po agrarnim djelatnostima iznad nacionalnog prosjeka. 
Industrija je razvijenija u centralnom i istočnom dijelu gdje se nalaze veća mjesta s potrebnom radnom snagom te lokalnim tržištem. Otprilike 22 000 ljudi radi, a od toga 60 % u većim tvrtkama. Prosječna mjesečna nadnica je u godini 2006. bila 4442 kune. 
S početkom kasnih 60-ih i ranih sedamdesetih godina velik je dio radno sposobnog stanovništva (17.000) zaposlen u zemljama kao što su Austrija, Njemačka, Švicarska. Ta je radna snaga bila i ostala nositelj napretka u vidu novih iskustava, znanja i novca koji je doprinio razvoju kraja, te se danas Međimurje u okvirima Hrvatske smatra jednim od najrazvijenijih i najbogatijih područja.

### Transport i komunikacije
Međimurje je jaki trgovački i prometni centar koji povezuje zemlje centralne Europe (Mađarska, Austrija, Poljska, Češka) s trgovačkim lukama i turističkim mjestima na obali. Južno, smješteni su u nizu gradski centri kao što su Varaždin, Zagreb, Karlovac, Rijeka. Kotoriba se ponosi prvom zgradom željezničke postaje, dio željezničke pruge u smjeru Budimpešta – Trst izgrađen ovdje još u godini 1860. Druga je linija, u smjeru sjever-jug izgrađena u 1889. povezujući Čakovec i Mursko Središće. Mostovi povezuju rijekama odvojena područja dok su mjesta efikasno povezana gradskim i prigradskim prometom s centralnim Čakovcem. Suvremena autocesta povezuje granični prijelaz Goričan s Mađarskom i Jadranom. Kao raskrižje puteva u svim smjerovima Međimurje djeluje dinamično i otvoreno. Radiostanice, tisak, telefon i ostale moderne komunikacije omogućuju efikasan prijenos informacija te razmjenu ideja s ostatkom svijeta.

### Prirodna bogatstva
Hidroelektrične centrale na Dravi opskrbljuju lokalno i šire područje Hrvatske električnom energijom te omogućuju efikasnu kontrolu riječnog toka i navodnjavanje. Dvije brane su sagrađene u 1982. i 1989. (161 MW). Lokalni geotermalni izvori oko mjesta Vučkovec i Sveti Martin na Muri su nedovoljne snage da bi bili korišteni u energetske svrhe, već služe kao rekreacijski centri. Zlato je od pamtivijeka bilo nalaženo u pijesku obiju rijeka no njegova se količina ispostavila nedovoljnom za eksploataciju pošto mu je koncentracija najčešće ne veća od 2,5 – 14,4 mg/m3.
Zemni plin i ulje (nafta), otkriveni su u ovim krajevima u 1856. godini u mjestima Selnica i Peklenica. Ime posljednjeg ima korijen u riječi pekel (pakao), koje je lokalno stanovništvo dalo tamnozelenoj tekućini čudnih svojstava koja je počela spontano izvirati na površini zemlje. Rezerve su bile procijenjene na oko 170.000 t. Prvi puta u periodu od 1886. do 1889. a kasnije u počecima 20. stoljeća, sirovina se crpila i koristila za tadašnje znane potrebe. S otkrićem velikih svjetskih nalazišta, energent je postao nerentabilan, iako je bilo pokušaja da se crpljenje oživi. Danas samo moderan naftovod prelazi područjem Međimurja povezujući luku Omišalj na Kvarneru s rafinerijom Lendava u Sloveniji.
U okolici Murskog Središća (Peklenica i Lopatinec), pronađena su u 1921. nalazišta ugljena. Eksploatirao se u okviru poduzeća Kraljić i Majhen Co. Po svršetku rata  (1946. – 1972.), proizvodnja je bila nacionalizirana pod imenom Medimurski ugljenokopi. U tom dobu, iskopalo se nešto manje od 4 600 000 t ili nešto više od 2 % od rezervi procijenjenih na 200 000 000 tona. Pad cijena derivata nafte i benzina rezultirao je u neekonomičnosti eksploatacije. Danas bi zbog geološke strukture nalazišta ruda, za obnavljanje aktivnosti bio potreban kompleksniji pristup, velike dodatne investicije te tržište. Ti problemi za sada ne upućuju na rentabilnost potencijanog oživljavanja aktivnosti.

### Regionalni operativni program
U svrhu planiranja i podrške razvojnim procesima u Međimurju, osnovana je razvojna agencija REDEA, koja koordinira izradu strateških i planskih dokumenata, od kojih je najznačajniji ROP (regionalni operativni program).

## Kultura
- Etnomuzikolog Vinko Žganec iz mjesta Vratišinec sakupio je više od 15 000 lokalnih pjesama poznatih pod nazivom međimurska popevka. Međimurje, zbog raznovrsnih utjecaja, ima vrlo bogatu etnološku povijest i ostavštinu.

- U dvorcu Zrinskih nalazi se Muzej Međimurja sa 17 000 izložaka iz povijesti i etnologije. Tu je i izložba lokalnih slikara u galeriji Kralj.

- Selo Križovec je najvjerojatnije jedino mjesto na svijetu gdje se gromade ugljena izvlače s dna rijeke Mure dok je Donji Vidovec mjesto gdje se i dan danas može vidjeti kako se u prošlosti tragalo za zlatom u pijescima rijeke Drave.

- U Čakovcu je aktivna Škola Animiranog Filma, (ŠAF), prisutna sa svojim animiranim filmovima na mnogobrojnim domaćim i svjetskim festivalima.

- Fotografe Međimurja okuplja jedan od najaktivnijih fotoklubova na području Hrvatske, Fotoklub Čakovec, koji se bavi promocijom fotografije kao tehničke i umjetničke discipline te edukacijom djece i odraslih kroz radionice i nakladništvo.

### Poznate osobe
- Florijan Andrašec – pjesnik i melograf
- Lidija Bajuk – glazbenica
- Zvonimir Bartolić –  znanstvenik, kritičar, esejist, pjesnik i prozni pisac
- Lujo Bezeredy – kipar
- Franjo Deban – liječnik
- Dragutin Feletar – geograf i publicist
- Stanka Gjurić – pjesnikinja
- Joža Horvat – pisac i putopisac
- Tihomir Hunjak – matematičar
- Robert Jarni – nogometaš
- Ladislav Kralj Međimurec – slikar
- Stjepan Kečkeš – biolog
- Željko Kipke – akademski slikar
- Dražen Ladić – nogometaš
- Boris Leiner – glazbenik i kipar
- Karlo Mrazović – revolucionar i političar
- Franjo Mustač – Medarov – međimurski slikar
- Ivan Novak – povjesničar
- Stanislav Petrović – kajkavski pjesnik i slikar
- Franjo Punčec – tenisač
- Petar Sabol – fotograf
- Rudolf Steiner –  društveni reformator
- Ignacije Szentmartony – matematičar, astronom, istraživač
- Josip Štolcer-Slavenski – skladatelj
- Elizabeta Toplek – etno interpretatorica
- Filip Ude – gimnastičar
- Davor Žerjav – publicist i fotograf
- Vinko Žganec – folklorist

## Znamenitosti
- Od četvrtog stoljeća prije nove ere zna se za vodene mlinove izgrađene na rijekama. Kasnije su ih koristili Slaveni pa Ugri. Mnogi aktivni do prije 50-ak godina, a posljednji u Murskom Središću u ranim 1970-im godinama.
- Ignacije Szentmartony, svećenik, Isusovac, iz Kotoribe je bio kraljevski matematičar i astronom u Lisabonu te istraživač Brazila pod krunom Portugalskog kralja u 1754.

- Barokne freske Ivana Rangera, koje datiraju između 1776. i 1786. u kapeli svete Jelene i crkvi svetog Jeronima u Štrigovi su vrlo vrijedne.
- Das Lied der Deutschen, Himna Njemačke, koju je komponirao Joseph Haydn i koji je govorio hrvatski jezik, izvedena je iz pjesme poznate u Međimurju pod nazivom Stal se jesem. Neobično, pjesmu koja se smatra drugom himnom u Austriji komponirao je Franz von Suppè rodom iz Splita dok je tekst austrijske himne napisala unuka pjesnika Petra Preradovića – Paula Preradović.
- Prvi cjevovod u ovom dijelu Europe sagrađen je između Murskog Središća i Selnice u 1901. Proizvodnja zemnog ulja u to doba bila je na godišnjem nivou manjem od oko 7000 t.
- Nedelišće ima jednu od prvih tiskarskih preša u Hrvatskoj instaliranu 1570. godine po odluci lokalnih vladara iz dinastije Zrinski. Čakovec ima posebno dobre odnose s gradom Schrambergom u Njemačkoj u kojem radi velik broj lokalnog stanovništva od početka sedamdesetih godina.